# Jasmin Burić
Jasmin Burić (Zenica, República Federativa Socialista de Yugoslavia, 18 de febrero de 1987) es un futbolista bosnio. Juega de portero y milita en el Zagłębie Lubin de la Ekstraklasa de Polonia.

## Selección nacional
Ha sido internacional con la selección de fútbol de Bosnia y Herzegovina; donde hasta ahora, ha jugado tres partidos internacionales y no ha anotado goles por dicho seleccionado.

## Clubes
| Club               | País                 | Año       |
| ------------------ | -------------------- | --------- |
| N. K. Čelik Zenica | Bosnia y Herzegovina | 2004-2009 |
| Lech Poznań        | Polonia              | 2009-2019 |
| Hapoel Haifa       | Israel               | 2019-2021 |
| Zagłębie Lubin     | Polonia              | 2022-     |

## Palmarés

### Títulos nacionales
| Título               | Club        | País    | Año  |
| -------------------- | ----------- | ------- | ---- |
| Copa de Polonia      | Lech Poznań | Polonia | 2009 |
| Supercopa de Polonia | Lech Poznań | Polonia | 2009 |
| Ekstraklasa          | Lech Poznań | Polonia | 2010 |
| Ekstraklasa          | Lech Poznań | Polonia | 2015 |
| Supercopa de Polonia | Lech Poznań | Polonia | 2015 |
| Supercopa de Polonia | Lech Poznań | Polonia | 2016 |